# Tasman Series 1969
Tasman Series 1969 var ett race som var den sista säsongen med formel 1-bilar för serien, som sedan blev en serie med anonyma förare. Chris Amon blev den siste storstjärnan att ta titeln för Scuderia Ferrari, vilket var stallets enda formelbilstitel mellan 1965 och 1974.

## Delsegrare
| Datum       | Bana         | Vinnare       |
| ----------- | ------------ | ------------- |
| 4 januari   | Pukekohe     | Chris Amon    |
| 11 januari  | Levin        | Chris Amon    |
| 18 januari  | Wigram       | Jochen Rindt  |
| 25 januari  | Teretonga    | Piers Courage |
| 2 februari  | Lakeside     | Chris Amon    |
| 9 februari  | Warwick Farm | Jochen Rindt  |
| 16 februari | Sandown      | Chris Amon    |

## Slutställning
| Plats | Förare        | Poäng |
| ----- | ------------- | ----- |
| 1     | Chris Amon    | 44    |
| 2     | Jochen Rindt  | 30    |
| 3     | Piers Courage | 22    |
| 4     | Derek Bell    | 21    |
| 5     | Graham Hill   | 16    |
| 6     | Frank Gardner | 14    |
| 7     | Leo Geoghegan | 11    |
| 8     | Jack Brabham  | 4     |